# Roquelaure-Saint-Aubin
Pour les articles homonymes, voir Roquelaure.
Roquelaure-Saint-Aubin (Ròcalaura Sent Aubin en gascon) est une commune française située dans le département du Gers en région Occitanie. Sur le plan historique et culturel, la commune est dans la Lomagne, une ancienne circonscription de la province de Gascogne ayant titre de vicomté, surnommée « Toscane française ».
Exposée à un climat océanique altéré, elle est drainée par le Sarrampion et par divers autres petits cours d'eau.
Roquelaure-Saint-Aubin est une commune rurale qui compte 95 habitants en 2022, après avoir connu un pic de population de 237 habitants en 1831.  Elle fait partie de l'aire d'attraction de Toulouse. Ses habitants sont appelés les Saint-Aubinois ou  Saint-Aubinoises.

## Géographie

### Localisation
Roquelaure-Saint-Aubin est une commune située en Lomagne.

### Communes limitrophes
Roquelaure-Saint-Aubin est limitrophe de six autres communes.
Les communes limitrophes sont Beaupuy, Catonvielle, Monbrun, Razengues, Saint-Germier et Thoux.
| Saint-Germier | Thoux                  |                    |
| Catonvielle   | Roquelaure-Saint-Aubin | Monbrun (sur 50 m) |
|               | Razengues              | Beaupuy            |

### Géologie et relief
La superficie de la commune est de 421 hectares ; son altitude varie de 160  à   211 mètres.
Roquelaure-Saint-Aubin se situe en zone de sismicité 1 (sismicité très faible).

### Hydrographie

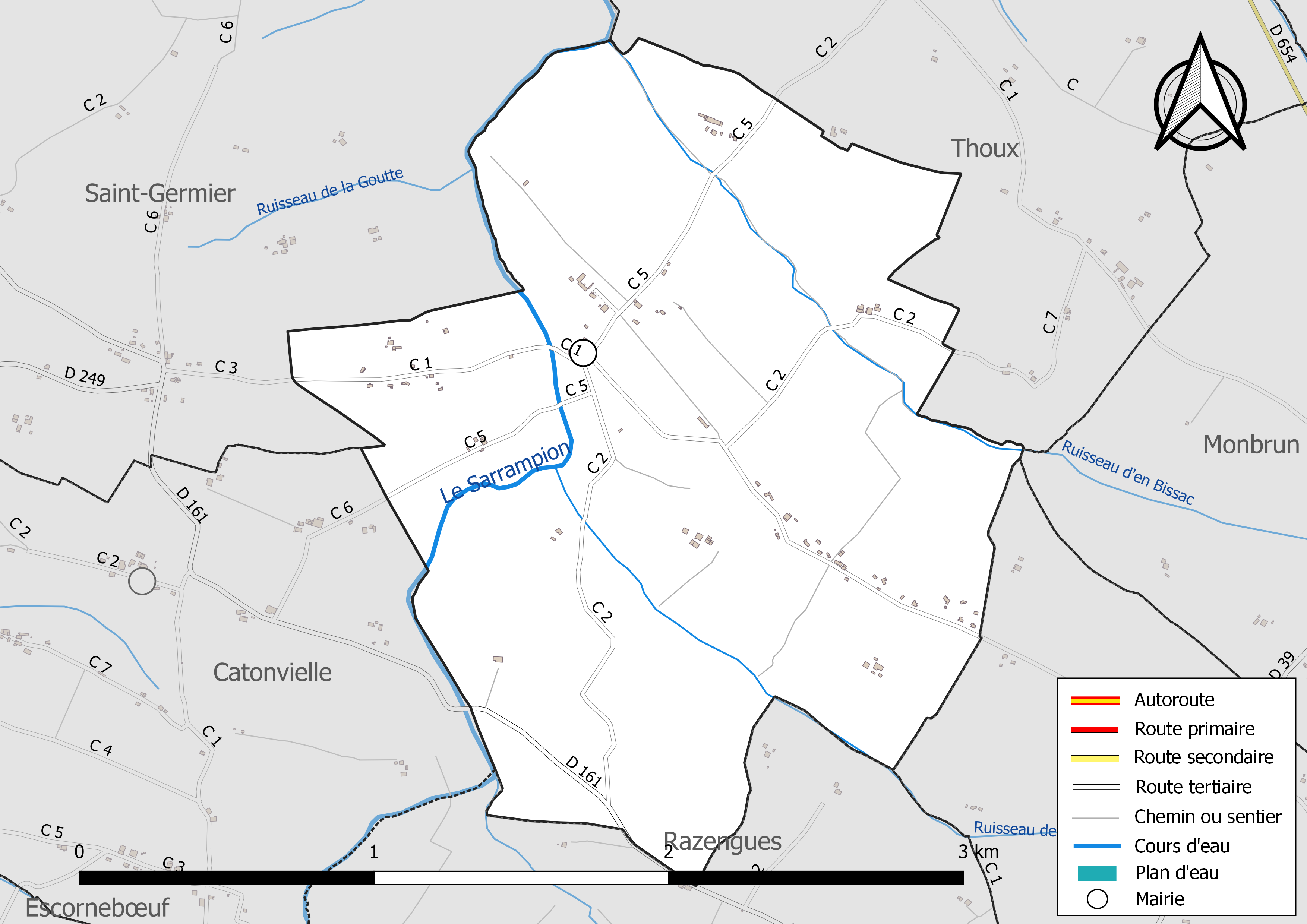
Réseaux hydrographique et routier de Roquelaure-Saint-Aubin.

La commune est dans le bassin de la Garonne, au sein du bassin hydrographique Adour-Garonne. Elle est drainée par le Sarrampion, le ruisseau de la Boubée, le ruisseau d'en Bissac et par un petit cours d'eau, qui constituent un réseau hydrographique de 5 km de longueur totale,.
Le Sarrampion, d'une longueur totale de 25,4 km, prend sa source dans la commune de Monferran-Savès et s'écoule vers le nord. Il traverse la commune et se jette dans la Gimone à Maubec, après avoir traversé 14 communes.

### Climat
Pour des articles plus généraux, voir Climat de l'Occitanie et Climat du Gers.
En 2010, le climat de la commune est de type climat du Bassin du Sud-Ouest, selon une étude s'appuyant sur une série de données couvrant la période 1971-2000. En 2020, Météo-France publie une typologie des climats de la France métropolitaine dans laquelle la commune est exposée à un climat océanique altéré et est dans la région climatique Aquitaine, Gascogne, caractérisée par une pluviométrie abondante au printemps, modérée en automne, un faible ensoleillement au printemps, un été chaud (19,5 °C), des vents faibles, des brouillards fréquents en automne et en hiver et des orages fréquents en été (15 à 20 jours).
Pour la période 1971-2000, la température annuelle moyenne est de 13,2 °C, avec une amplitude thermique annuelle de 15,6 °C. Le cumul annuel moyen de précipitations est de 712 mm, avec 9,4 jours de précipitations en janvier et 5,5 jours en juillet. Pour la période 1991-2020, la température moyenne annuelle observée sur la station météorologique la plus proche, située sur la commune de Sainte-Anne à 9 km à vol d'oiseau, est de 13,6 °C et le cumul annuel moyen de précipitations est de 676,2 mm,. Pour l'avenir, les paramètres climatiques de la commune estimés pour 2050 selon différents scénarios d'émission de gaz à effet de serre sont consultables sur un site dédié publié par Météo-France en novembre 2022.

### Milieux naturels et biodiversité
Aucun espace naturel présentant un intérêt patrimonial n'est recensé sur la commune dans l'inventaire national du patrimoine naturel,,.

## Urbanisme

### Typologie
Au 1er janvier 2024, Roquelaure-Saint-Aubin est catégorisée commune rurale à habitat très dispersé, selon la nouvelle grille communale de densité à sept niveaux définie par l'Insee en 2022.
Elle est située hors unité urbaine. Par ailleurs la commune fait partie de l'aire d'attraction de Toulouse, dont elle est une commune de la couronne,. Cette aire, qui regroupe 527 communes, est catégorisée dans les aires de 700 000 habitants ou plus (hors Paris),.

### Occupation des sols
L'occupation des sols de la commune, telle qu'elle ressort de la base de données européenne d’occupation biophysique des sols Corine Land Cover (CLC), est marquée par l'importance des territoires agricoles (92 % en 2018), une proportion identique à celle de 1990 (92 %). La répartition détaillée en 2018 est la suivante : 
terres arables (92 %), milieux à végétation arbustive et/ou herbacée (8 %). L'évolution de l’occupation des sols de la commune et de ses infrastructures peut être observée sur les différentes représentations cartographiques du territoire : la carte de Cassini (XVIIIe siècle), la carte d'état-major (1820-1866) et les cartes ou photos aériennes de l'IGN pour la période actuelle (1950 à aujourd'hui).

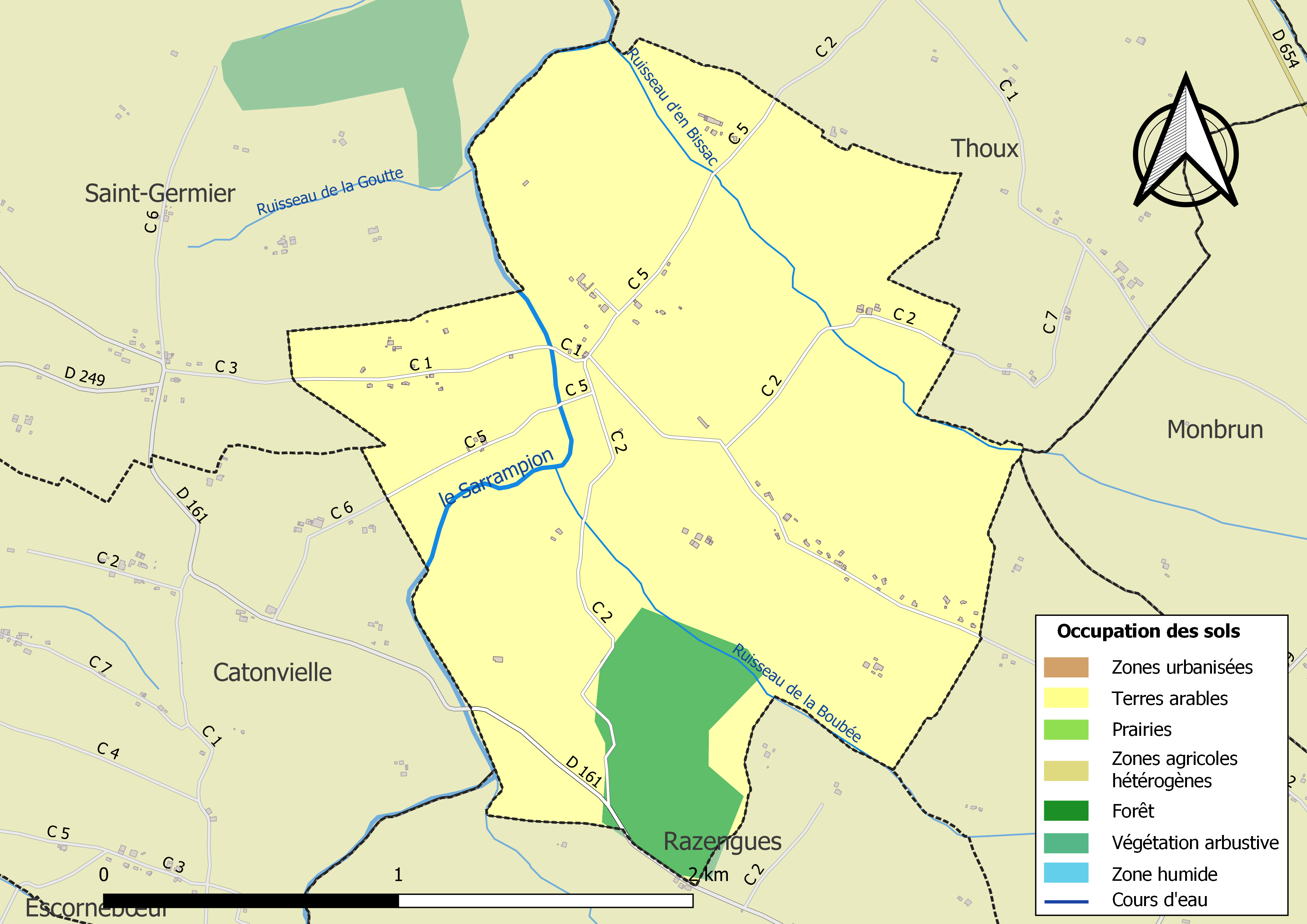
Carte des infrastructures et de l'occupation des sols de la commune en 2018 (CLC).

### Risques majeurs
Le territoire de la commune de Roquelaure-Saint-Aubin est vulnérable à différents aléas naturels : météorologiques (tempête, orage, neige, grand froid, canicule ou sécheresse) et séisme (sismicité très faible). Un site publié par le BRGM permet d'évaluer simplement et rapidement les risques d'un bien localisé soit par son adresse soit par le numéro de sa parcelle.

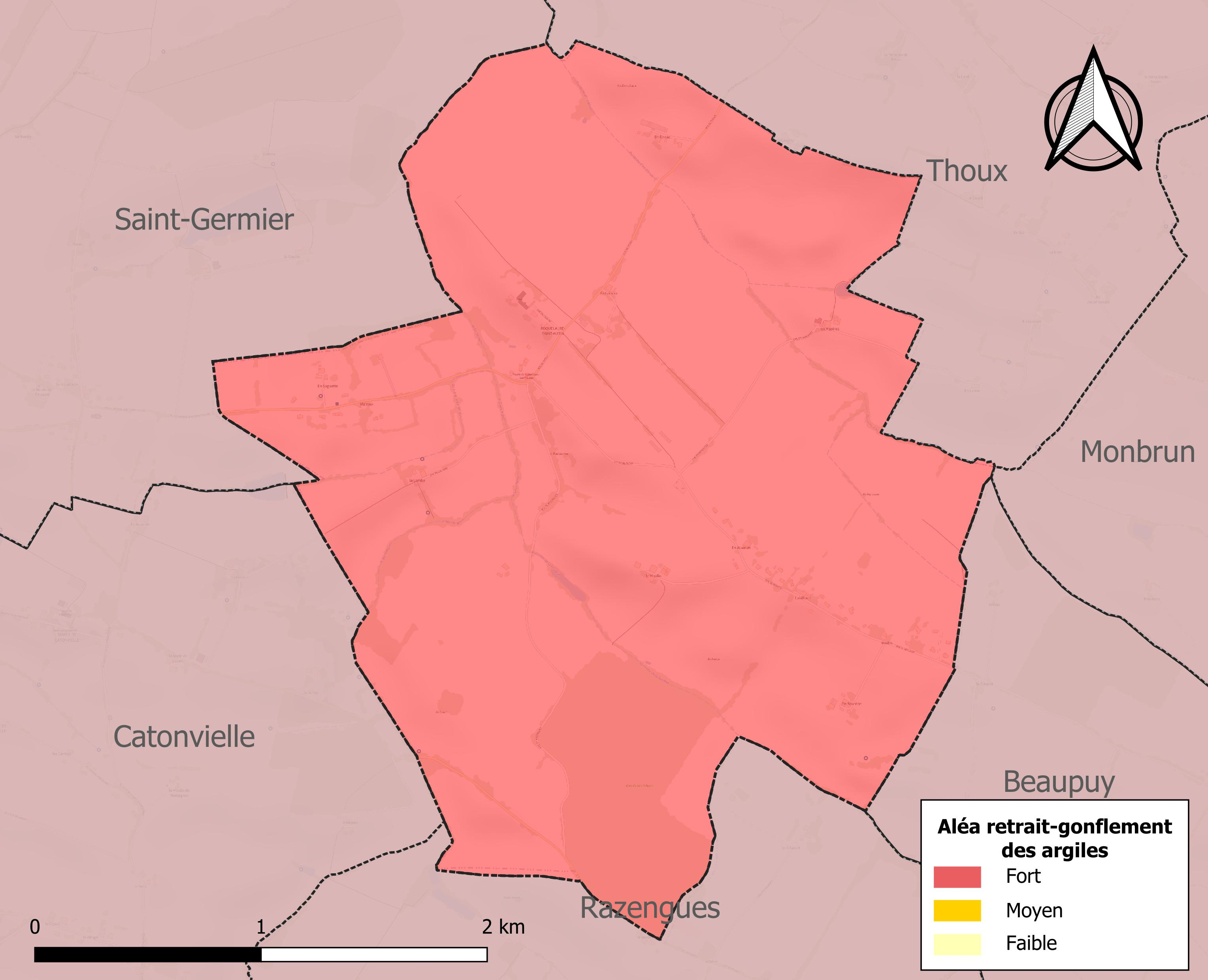
Carte des zones d'aléa retrait-gonflement des sols argileux de Roquelaure-Saint-Aubin.

Le retrait-gonflement des sols argileux est susceptible d'engendrer des dommages importants aux bâtiments en cas d’alternance de périodes de sécheresse et de pluie. La totalité de la commune est en aléa moyen ou fort (94,5 % au niveau départemental et 48,5 % au niveau national). Sur les 44 bâtiments dénombrés sur la commune en 2019, 44 sont en aléa moyen ou fort, soit 100 %, à comparer aux 93 % au niveau départemental et 54 % au niveau national. Une cartographie de l'exposition du territoire national au retrait gonflement des sols argileux est disponible sur le site du BRGM,.
Par ailleurs, afin de mieux appréhender le risque d’affaissement de terrain, l'inventaire national des cavités souterraines permet de localiser celles situées sur la commune.
La commune a été reconnue en état de catastrophe naturelle au titre des dommages causés par les inondations et coulées de boue survenues en 1999 et 2009. Concernant les mouvements de terrains, la commune a été reconnue en état de catastrophe naturelle au titre des dommages causés par la sécheresse en 1989, 1993, 1999, 2002, 2003, 2011, 2012, 2016 et 2017 et par des mouvements de terrain en 1999.

## Histoire

### Héraldique
| Blason | Blasonnement : D'azur aux trois rocs d'échiquier d'or. |

## Politique et administration

### Administration municipale
Le nombre d'habitants au recensement de 2017 étant compris entre 100 et 499, le nombre de membres du conseil municipal pour l'élection de 2020 est de onze,.

### Tendances politiques et résultats
En 1983, un tournant s’opère à Roquelaure-Saint-Aubin avec l’élection d’Huguette Delaye, première femme à accéder à la fonction de maire dans la commune. 
Lors des élections législatives de 2024, la commune de Roquelaure-Saint-Aubin a enregistré un taux de participation de 75,79 % au premier tour. David Taupiac (DVG) est arrivé en tête avec 61,43 % des suffrages exprimés, suivi de loin par Alice Cendré (RN) avec 22,86 %, puis Barbara Neto (LR) avec 10 %. Les deux autres candidats, Jean-Luc Davezac (LE) et Michèle Martin (LO), ont respectivement obtenu 4,29 % et 1,43 %. 

Au second tour, la participation progresse légèrement pour atteindre 77,89 %. David Taupiac (DVG) confirme sa position en recueillant 77,03 % des suffrages exprimés, face à Alice Cendré (RN) qui obtient 22,97 %.

## Population et société

### Démographie
L'évolution du nombre d'habitants est connue à travers les recensements de la population effectués dans la commune depuis 1793. Pour les communes de moins de 10 000 habitants, une enquête de recensement portant sur toute la population est réalisée tous les cinq ans, les populations de référence des années intermédiaires étant quant à elles estimées par interpolation ou extrapolation. Pour la commune, le premier recensement exhaustif entrant dans le cadre du nouveau dispositif a été réalisé en 2004.

En 2022, la commune comptait 95 habitants, en évolution de −24,6 % par rapport à 2016 (Gers : +1,04 %, France hors Mayotte : +2,11 %).
| 1793 | 1800 | 1806 | 1821 | 1831 | 1841 | 1846 | 1851 | 1856 |
| ---- | ---- | ---- | ---- | ---- | ---- | ---- | ---- | ---- |
| 109  | 194  | 209  | 217  | 237  | 228  | 205  | 210  | 189  |

| 1861 | 1866 | 1872 | 1876 | 1881 | 1886 | 1891 | 1896 | 1901 |
| ---- | ---- | ---- | ---- | ---- | ---- | ---- | ---- | ---- |
| 184  | 163  | 169  | 152  | 144  | 146  | 137  | 134  | 120  |

| 1906 | 1911 | 1921 | 1926 | 1931 | 1936 | 1946 | 1954 | 1962 |
| ---- | ---- | ---- | ---- | ---- | ---- | ---- | ---- | ---- |
| 127  | 116  | 96   | 90   | 105  | 101  | 91   | 74   | 67   |

| 1968 | 1975 | 1982 | 1990 | 1999 | 2004 | 2006 | 2009 | 2014 |
| ---- | ---- | ---- | ---- | ---- | ---- | ---- | ---- | ---- |
| 47   | 44   | 58   | 54   | 60   | 74   | 84   | 117  | 125  |

| 2019 | 2022 | - | - | - | - | - | - | - |
| ---- | ---- | - | - | - | - | - | - | - |
| 103  | 95   | - | - | - | - | - | - | - |

| selon la population municipale des années : | 1968 | 1975 | 1982 | 1990 | 1999 | 2006 | 2009 | 2013 |
| Rang de la commune dans le département      | 421  | 460  | 416  | 447  | 443  | 391  | 335  | 318  |
| Nombre de communes du département           | 466  | 462  | 462  | 462  | 463  | 463  | 463  | 463  |

### Enseignement
Roquelaure-Saint-Aubin fait partie de l'académie de Toulouse.

### Sports
Chasse, randonnée pédestre,

## Économie

### Emploi
|                | 2008  | 2013  | 2018  |
| -------------- | ----- | ----- | ----- |
| Commune        | 2,9 % | 1,5 % | 7,7 % |
| Département    | 6,1 % | 7,5 % | 8,2 % |
| France entière | 8,3 % | 10 %  | 10 %  |

En 2018, la population âgée de 15 à 64 ans s'élève à 70 personnes, parmi lesquelles on compte 81,5 % d'actifs (73,8 % ayant un emploi et 7,7 % de chômeurs) et 18,5 % d'inactifs,. Depuis 2008, le taux de chômage communal (au sens du recensement) des 15-64 ans est inférieur à celui de la France et du département.
La commune fait partie de la couronne de l'aire d'attraction de Toulouse, du fait qu'au moins 15 % des actifs travaillent dans le pôle,. Elle compte 6 emplois en 2018, contre 17 en 2013 et 14 en 2008. Le nombre d'actifs ayant un emploi résidant dans la commune est de 56, soit un indicateur de concentration d'emploi de 11,5 % et un taux d'activité parmi les 15 ans ou plus de 70,4 %.
Sur ces 56 actifs de 15 ans ou plus ayant un emploi, 6 travaillent dans la commune, soit 12 % des habitants. Pour se rendre au travail, 94,2 % des habitants utilisent un véhicule personnel ou de fonction à quatre roues, 1,9 % les transports en commun, 1,9 % s'y rendent en deux-roues, à vélo ou à pied et 1,9 % n'ont pas besoin de transport (travail au domicile).

### Activités hors agriculture
6 établissements sont implantés  à Roquelaure-Saint-Aubin au 31 décembre 2019.
Le secteur du commerce de gros et de détail, des transports, de l'hébergement et de la restauration est prépondérant sur la commune puisqu'il représente 33,3 % du nombre total d'établissements de la commune (2 sur les 6 entreprises implantées  à Roquelaure-Saint-Aubin), contre 27,7 % au niveau départemental.

### Agriculture
|               | 1988 | 2000 | 2010 | 2020 |
| ------------- | ---- | ---- | ---- | ---- |
| Exploitations | 10   | 7    | 4    | 2    |
| SAU (ha)      | 529  | 610  | 327  | 160  |

La commune est dans les « Coteaux du Gers », une petite région agricole occupant l'est du département du Gers. En 2020, l'orientation technico-économique de l'agriculture  sur la commune est la polyculture et/ou le polyélevage. Deux exploitations agricoles ayant leur siège dans la commune sont dénombrées lors du recensement agricole de 2020 (dix en 1988). La superficie agricole utilisée est de 160 ha,,.

## Culture locale et patrimoine

### Lieux et monuments
- Église Sainte-Anne à clocher-mur.

### Personnalités liées à la commune
Florian Pena pilote national de quad cross